# Prince George-North Cariboo (circonscription britanno-colombienne)
Pour les articles homonymes, voir Prince George.
Circonscription électorale provinciale du Canada
Prince George-North Cariboo est une circonscription provinciale de la Colombie-Britannique représentée à l'Assemblée législative de la Colombie-Britannique depuis 2024.

## Géographie
En 2024, la circonscription représente les secteurs du district régional de Cariboo et du district régional de Fraser-Fort George, délimité par la frontière nord de Williams Lake et par la frontière provinciale de Prince George. Les communautés de Quesnel et de Wells (en).

## Liste des députés
| Législature                                                                                  | Années                                                                                       | Député                                                                                       | Député                                                                                       | Parti                                                                                        |
| Prince George-North Cariboo Circonscription issue de Cariboo North et Prince George-Valemont | Prince George-North Cariboo Circonscription issue de Cariboo North et Prince George-Valemont | Prince George-North Cariboo Circonscription issue de Cariboo North et Prince George-Valemont | Prince George-North Cariboo Circonscription issue de Cariboo North et Prince George-Valemont | Prince George-North Cariboo Circonscription issue de Cariboo North et Prince George-Valemont |
| -------------------------------------------------------------------------------------------- | -------------------------------------------------------------------------------------------- | -------------------------------------------------------------------------------------------- | -------------------------------------------------------------------------------------------- | -------------------------------------------------------------------------------------------- |
| 43e                                                                                          | 2024–en cours                                                                                |                                                                                              | Sheldon Clare                                                                                | Conservateur                                                                                 |